# Colin Stüssi
Colin Stüssi   (Glarus, 4 de juny de 1993) és un ciclista suís professional des del 2015 i actualment a l'equip Team Vorarlberg. En el seu palmarès destaca la victòria a la Volta a Portugal del 2023.

## Palmarès
- 2017
  - 1r a la Volta a Rodes i vencedor d'una etapa
- 2019
  - Vencedor d'una etapa al Tour de Savoia Mont Blanc
- 2023
  - 1r a la Volta a Portugal i vencedor d'una etapa
- 2024
  - Vencedor d'una etapa a la Volta a Portugal